# Hans Bluhm (Ingenieur)
Hans Bluhm (* 17. September 1891 in Berlin; † 14. April 1958) war ein deutscher Ingenieur. Er war erster Vorsitzender des Vereins Deutscher Ingenieure (VDI) nach dem Zweiten Weltkrieg.

## Leben
Hans Bluhm war seit Jahresbeginn 1930 Technischer Direktor bei der AEG Düsseldorf. In der Nachkriegszeit war er Vorsitzender des mittlerweile wiedergegründeten Niederrheinischen Bezirksvereins des VDI. Auf Einladung Bluhms trafen sich im September 1946 Vertreter von 17 VDI-Bezirksvereinen der Britischen Besatzungszone in Düsseldorf, um eine Satzung zu verabschieden, die frei von Bestimmungen aus der Zeit des Nationalsozialismus war. Mit einer ersten Versammlung des Vorstandsrates im Mai 1947 wurde Bluhm zum VDI-Vorsitzenden gewählt. Dieses Amt hielt er bis Ende 1952. Neben seiner Tätigkeit für den VDI hatte er noch weitere Ehrenämter inne. So war Bluhm unter anderem Vorsitzender der Fachabteilung Sondergebiete des Zentralverbandes Elektrotechnik- und Elektronikindustrie und Vorstandsmitglied der Rheinisch-Westfälischen Börse.
Hans Bluhm starb nach langer schwerer Krankheit, wenige Monate nach Eintritt in den Ruhestand. Er wurde am 17. April 1958 auf dem Düsseldorfer Nordfriedhof beigesetzt.

## Auszeichnungen
- 1950: Ehrenbürger der TH Aachen[6]
- 1951: Ehrensenator der TH Darmstadt[6]
- 1952: Ehrendoktor der Technische Universität Berlin-Charlottenburg[6]